# Malcolm Cooper
Malcolm Cooper (n. 20 decembrie 1947, Camberley, Anglia, Regatul Unit – d. 9 iunie 2001, West Sussex, Anglia, Regatul Unit) a fost un trăgător de tir ce a reprezentat Anglia, medaliat olimpic. A participat la 4 ediții ale Jocurilor Olimpice (1972, 1976, 1984, 1988) în care a câștigat două medalii de aur.